# Vuurvink
De vuurvink (Lagonosticta senegala) is een dieprood gekleurd vogeltje uit de familie van de prachtvinken (Estrildidae) dat voorkomt in tropisch Afrika van Senegal tot de Rode Zee en in het zuiden tot in Transvaal. In Zuid-Afrika heet de vogel Rooibekvuurvinkie.

## Kenmerken
De vogel is 9 tot 10 cm lang en weegt  7 tot 12 gram. De kop, kin en borst van het mannetje van de vuurvink zijn diep donkerrood. De rug is bruinrood en de romp meer rood. De vleugels zijn bruin met wat rood. De staart is zwart met rode randen, het uiteinde bruin. De flanken hebben wat witte stippen. De vrouwtjes zijn onopvallend van kleur en hoofdzakelijk bruin tot grijsbeige van kleur.

## Verspreiding en leefgebied
Er zijn zes ondersoorten:
- L. s. senegala (Mauritanië, Senegal tot het westen en midden van Nigeria)
- L. s. rhodopsis (O-Nigeria, N- en Midden-Kameroen, Z-Tsjaad tot Soedan, W-Eritrea en W-Ethiopië)
- L. s. brunneiceps (Midden-Ethiopië en ZO-Soedan)
- L. s. somaliensis (ZO-Ethiopië en Z-Somalië)
- L. s. ruberrima (Congo-Kinshasa, Oeganda en W-Kenia tot NO-Angola, NO-Zambia en Malawi)
- L. s. rendalli (Z- Angola tot Mozambique en Zuid-Afrika)

Het is een vogel van halfopen gedeeltelijk begroeid landschap met doornig struikgewas met onder andere Acacia tot op 2200 m boven zeeniveau, maar ook in cultuurland in de buurt van steden en dorpen in het laagland, soms bij vuilnisbelten.

## Status
De grootte van de populatie is niet gekwantificeerd. Men veronderstelt dat de soort in aantal stabiel is. Om deze redenen staat de vuurvink als niet bedreigd op de Rode Lijst van de IUCN.